# Hagspiel (Oberstaufen)
Hagspiel (mundartlich: Hagschbil, uv də Hagschbil num, Haschbil) ist ein Gemeindeteil der Marktgemeinde Oberstaufen im bayerisch-schwäbischen Landkreis Oberallgäu.

## Geographie
Das Kirchdorf liegt circa fünf Kilometer südwestlich des Hauptorts Oberstaufen. Die Streusiedlung befindet sich am Hang zwischen dem Weißachtal im Norden und der 1391 Meter hohen Fluh im Süden. Südwestlich der Ortschaft verläuft die Staatsgrenze zu Vorarlberg in Österreich. Der Ort wurde historisch in Ober- und Unterhagspiel unterschieden.

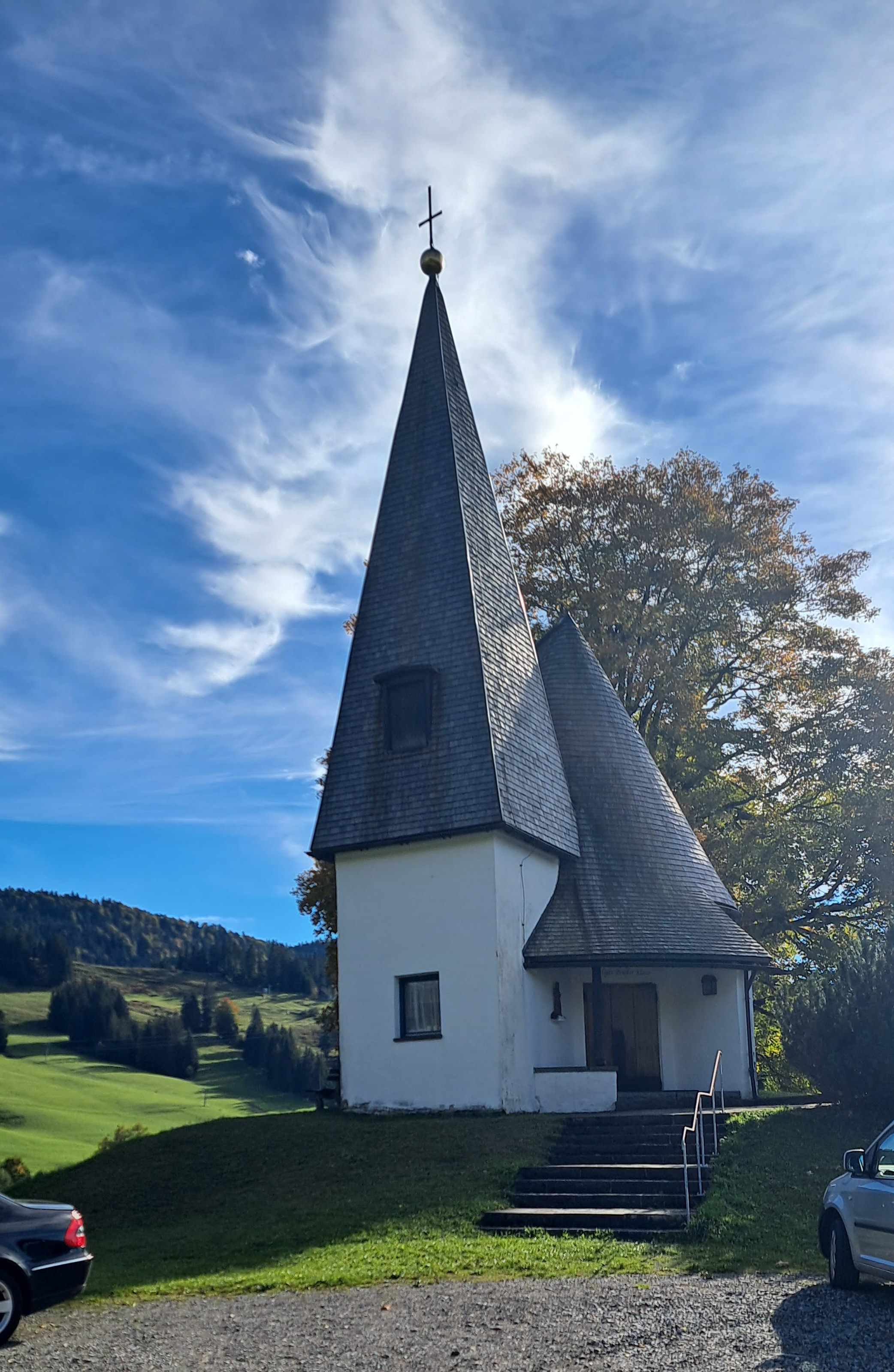
Bruder-Klaus-Kapelle

## Ortsname
Das Bestimmungswort des Ortsnamens bezieht sich auf das frühneuhochdeutsche Wort hag für Zaun, Umzäunung, Umfriedung oder den Familiennamen Hag. Zusammen mit dem Grundwort -bühl bedeutet der Ortsname (Siedlung am) umzäunten Hügel bzw. (Siedlung am) Hügel des Hag.

## Geschichte
Hagspiel entstand vermutlich als Rodesiedlung im 13. oder 14. Jahrhundert. Erstmals urkundlich erwähnt wurde der Ort als Hagspühel im Jahr 1450 zusammen mit Schindelberg in einem rothenfelsischen Landsteuerbuch. In den folgenden Jahrhunderten wurde Hagspiel oft in Zusammenhang mit Schindelberg erwähnt. Auch wurde der Ort in Unter- und Oberhagspiel unterschieden, wobei Oberhagspiel den heutigen Ort widerspiegelte und Unterhagspiel die heutigen Gemeindeteile Hänse und Nägeleshalde. Im Ort siedelten historisch oftmals österreichische Untertanen aus Vorarlberg. 1914 erfolgte der Bau der Straße nach Aach, 1911 der Anschluss ans Telefonnetz und 1923 der Anschluss an die Elektrizität. 1965 wurde die Bruder-Klaus-Kapelle fertiggestellt, nachdem 200 Jahre eine Kapellenglocke auf einem Bauernhof angebracht war.

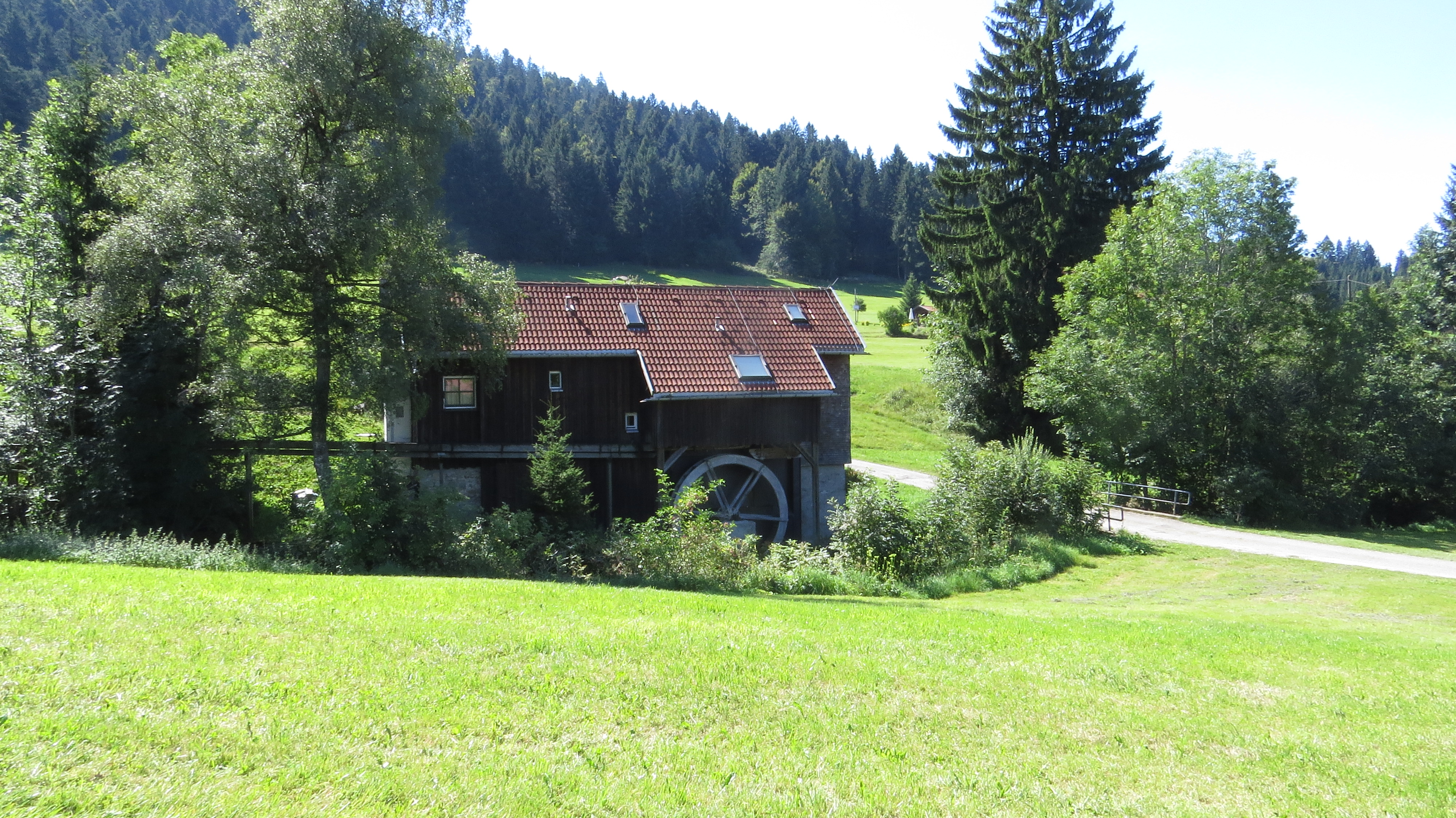
Ehemalige Sägemühle in Hagspiel

Wirtschaftlich geprägt ist Hagspiel historisch und auch noch heute durch die Landwirtschaft, die Bergbauern. Bis ins 19. Jahrhundert vermehrt durch Ackerbau und mit dem Strukturwandel im Allgäu durch Milchwirtschaft und Viehzucht. Zwischen 1936 und 1970 existierte eine Sennerei im Ort. Ab dem 20. Jahrhundert kam der Fremdenverkehr auf.
Hagspiel gehörte einst der Herrschaft Staufen in der Grafschaft Rothenfels an. Im Jahr 1806 wurde der Ort bayerisch und gehörte der Gemeinde Aach im Allgäu an. Mit der Gebietsreform in Bayern 1972 wurde Hagspiel nach Oberstaufen eingemeindet.

### Mühlen
Im Jahr 1579 wurde erstmals die Mahlmühle am Littenbach in Oberhagspiel urkundlich erwähnt. 1655 wurde oberhalb der Mahlmühle eine Sägemühle errichtet. Durch die vermehrt aufkommende Milchwirtschaft und dadurch Rückgang des Getreideanbaus wurde die Mahlmühle 1874 abgebrochen. Der ehemalige Mühlweiher „Kaschbars Loo“ ist heute noch erkennbar.

## Baudenkmäler
Siehe: Liste der Baudenkmäler in Hagspiel